# ماركو جودوريتش
ماركو جودوريتش (بالصربية: Марко Гудурић) مواليد 8 مارس 1995 في صربيا والجبل الأسود، هو لاعب كرة سلة صربي. بدأ مسيرته الاحترافية في سنة 2013. يحمل الرقم 23.

## إحصائيات المسيرة

### الدوري الأوروبي
| السنة   | الفريق                   | لعب | بدأ | دقيقة | ميداني% | ثلاثية | حرة  | ارتداد | صنع | استلاب | تصدي | نقطة | أداء |
| ------- | ------------------------ | --- | --- | ----- | ------- | ------ | ---- | ------ | --- | ------ | ---- | ---- | ---- |
| 2015–16 | نادي ريد ستار لكرة السلة | 24  | 1   | 15.6  | .420    | .371   | .810 | 1.5    | 1.4 | .6     | .0   | 7.1  | 5.8  |
| 2016–17 | نادي ريد ستار لكرة السلة | 29  | 4   | 18.8  | .391    | .304   | .859 | 2.1    | 2.1 | .6     | .1   | 7.8  | 6.4  |
| المسيرة | المسيرة                  | 53  | 5   | 17.4  | .403    | .331   | .837 | 1.8    | 1.8 | .6     | .1   | 7.5  | 6.1  |

## روابط خارجية
- ماركو جودوريتش على موقع الاتحاد الدولي لكرة السلة (الإنجليزية)
- ماركو جودوريتش على موقع الدوري الأوروبي لكرة السلة (الإنجليزية)
- ماركو جودوريتش على موقع إن بي أي (الإنجليزية)
- ماركو جودوريتش على موقع سبورتس رفرنس (الإنجليزية)
- ماركو جودوريتش على موقع كرة السلة الأوروبية.كوم (الإنجليزية)
- ماركو جودوريتش على موقع DraftExpress.com (الإنجليزية)
- ماركو جودوريتش على موقع إي إس بي إن.كوم (الإنجليزية)
- ماركو جودوريتش على موقع ريلجم (الإنجليزية)
- ماركو جودوريتش على موقع بروبوليرز (الإنجليزية)
- ماركو جودوريتش على موقع سبورتس رفرنس (الإنجليزية)